# مايكل أكام
مايكل إدوين أكام، (Michael Edwin Akam). زمالة الجمعية الملكية. (ولد في 19 يونيو 1952 بروملي ، كينت) هو عالم الحيوان البريطاني. وهو زميل بروفسور في كلية داروين في كامبريدج، وهو مدير متحف جامعة علم الحيوان.

## الحياة المهنية
كان زميل دامون رونيان في جامعة ستانفورد، من 1979 إلى 1981. وزمالة الجمعية الأمريكية لتقدم العلوم.